# Arieo
Arieo o Arideo (in greco antico: Ἀριαῖος o Ἀριδαῖος?, Ariàios o Aridàios; metà V secolo a.C. – dopo il 395 a.C.) è stato un generale persiano.

## Biografia

### Impresa dei Diecimila
Arieo compare nei documenti degli storici antichi nel 401 a.C., nell'Anabasi di Senofonte, dove vengono descritti gli eventi che portarono alla battaglia di Cunassa, in cui Ciro il Giovane si scontrò con il fratello, il Gran Re di Persia Artaserse II, per la supremazia sul trono. Senofonte scrive che era un grande amico di Ciro e che amava i ragazzi, e questo spiega perché fosse un amico intimo del giovane generale Menone di Farsalo.

#### Battaglia di Cunassa
Nella battaglia di Cunassa sottostava solo a Ciro e comandò l'ala sinistra dello schieramento. Secondo Ctesia, Arieo si trovava accanto a Ciro quando questo riuscì a ferire Artaserse, ma ciò è poco probabile, perché avrebbe dovuto essere sulla destra, mentre sia Senofonte che Diodoro affermano che fosse sulla sinistra, che avrebbe dovuto essere ad una certa distanza dal centro.
Appena Arieo venne a sapere che Ciro era stato ucciso in battaglia, si ritirò con le truppe persiane superstiti. Dopo la battaglia si offrì di aspettare i soldati Greci e di accompagnarli in patria. Clearco, parlando a nome dei soldati greci, che si consideravano i vincitori della battaglia, gli offrì il trono di Persia, ma quello lo rifiutò. I Greci poi strinsero un accordo con Arieo ed i suoi soldati di non belligeranza reciproca, valido fino all'arrivo delle truppe in Asia Minore.

#### Tranello di Tissaferne
Successivamente Tissaferne, promettendo ad Artaserse che avrebbe distrutto completamente le truppe greche, lo persuase a venire a patti con Arieo, se quest'ultimo avesse tradito i mercenari. Tissaferne incontrò Arieo e lo invitò ad unirsi a lui, e insieme convinsero i Greci a credere che Artaserse fosse disposto a perdonarli e a lasciarli tornare in patria. Clearco, Menone ed altri tre generali – Agia di Arcadia, Socrate di Acaia e Prosseno di Beozia – insieme a 20 ufficiali e 200 soldati incontrarono Tissaferne con scopi apparentemente pacifici.
Ad un dato segnale, però, gli ufficiali e gran parte delle truppe vennero catturati o uccisi, e tutti gli strateghi, che erano entrati nella tenda di Tissaferne nel suo accampamento, furono catturati. Furono poi portati da Artaserse e giustiziati. Alcuni dei soldati sopravvissuti tornarono all'accampamento greco e, sentendo ciò che raccontavano, gli altri mercenari si prepararono ad attaccare i persiani. Arieo venne subito inviato a placare i Greci, e disse loro che solo Clearco era stato ucciso, per motivi di tradimento, e cercò di convincerli a deporre le armi, che i Greci non volevano consegnare. I mercenari alla fine decisero di lasciare il campo e di tornare da soli in patria. Arieo si unì a Tissaferne per inseguire i Greci, senza alcun successo.

### Assassinio di Tissaferne
Arieo compare nuovamente nelle fonti nel 396 a.C., quando fu coinvolto nell'assassinio di Tissaferne. Diodoro lo chiama satrapo, il che è probabilmente un errore, dal momento che il satrapo era Tissaferne, e precisamente quello di Sardi. Artaserse si irritò per l'incompetenza di Tissaferne nell'inseguimento dei Greci, e forse lo sospettò di tradimento e ordinò a Titrauste di ucciderlo; ad Arieo venne ordinato di aiutarlo. Così Arieo invitò Tissaferne a fargli visita nella sua residenza di Colosse in Frigia per discutere di affari importanti: Tissaferne ci andò, portando con sé solo la sua guardia del corpo. Quando arrivò si tolse la spada e andò in bagno. Gli uomini di Arieo lo catturarono e lo inviarono da Titrauste, da cui fu decapitato poco dopo.
A Titrauste fu affidata la satrapia di Tissaferne e quando si recò a far visita ad Artaserse, nel 395 a.C., lasciò il governo di Sardi ad Arieo e Passiferne. Nell'inverno tra il 395 ed il 394 a.C. Arieo incontrò Spitridate, che gli chiese di partecipare alla rivolta contro il re. Senofonte dice che Spitridate ripose la sua fiducia in Arieo perché aveva già avuto esperienza come ribelle, in riferimento alla ribellione di Ciro nel 401 a.C..